# Saint-Martin-de-Castillon
Saint-Martin-de-Castillon är en kommun i departementet Vaucluse i regionen Provence-Alpes-Côte d'Azur i sydöstra Frankrike. Kommunen ligger i kantonen Apt som tillhör arrondissementet Apt. År 2022 hade Saint-Martin-de-Castillon 695 invånare.

## Befolkningsutveckling
Antalet invånare i kommunen Saint-Martin-de-Castillon
| Referens: INSEE |